# Barringtonia macrostachya
Barringtonia macrostachya är en tvåhjärtbladig växtart som beskrevs av Wilhelm Sulpiz Kurz. Barringtonia macrostachya ingår i släktet Barringtonia och familjen Lecythidaceae. Inga underarter finns listade i Catalogue of Life.